# خان دنون
مخیم خان دنون (به عربی: مخیم خان دنون) یک منطقهٔ مسکونی در سوریه است که در مرکز ریف دمشق واقع شده‌است.

## خصوصیات
مخیم خان دنون ۸٬۷۲۷ نفر جمعیت دارد.